# Stephania longipes
Stephania longipes är en tvåhjärtbladig växtart som beskrevs av Hsien Shui Lo. Stephania longipes ingår i släktet Stephania och familjen Menispermaceae. Inga underarter finns listade i Catalogue of Life.